# 中村星湖
中村 星湖（なかむら せいこ、1884年（明治17年）10月14日 - 1974年（昭和49年）4月13日）は、日本の文学者。星湖は筆名で、本名は中村 将為（なかむら まさため）。

## 略歴

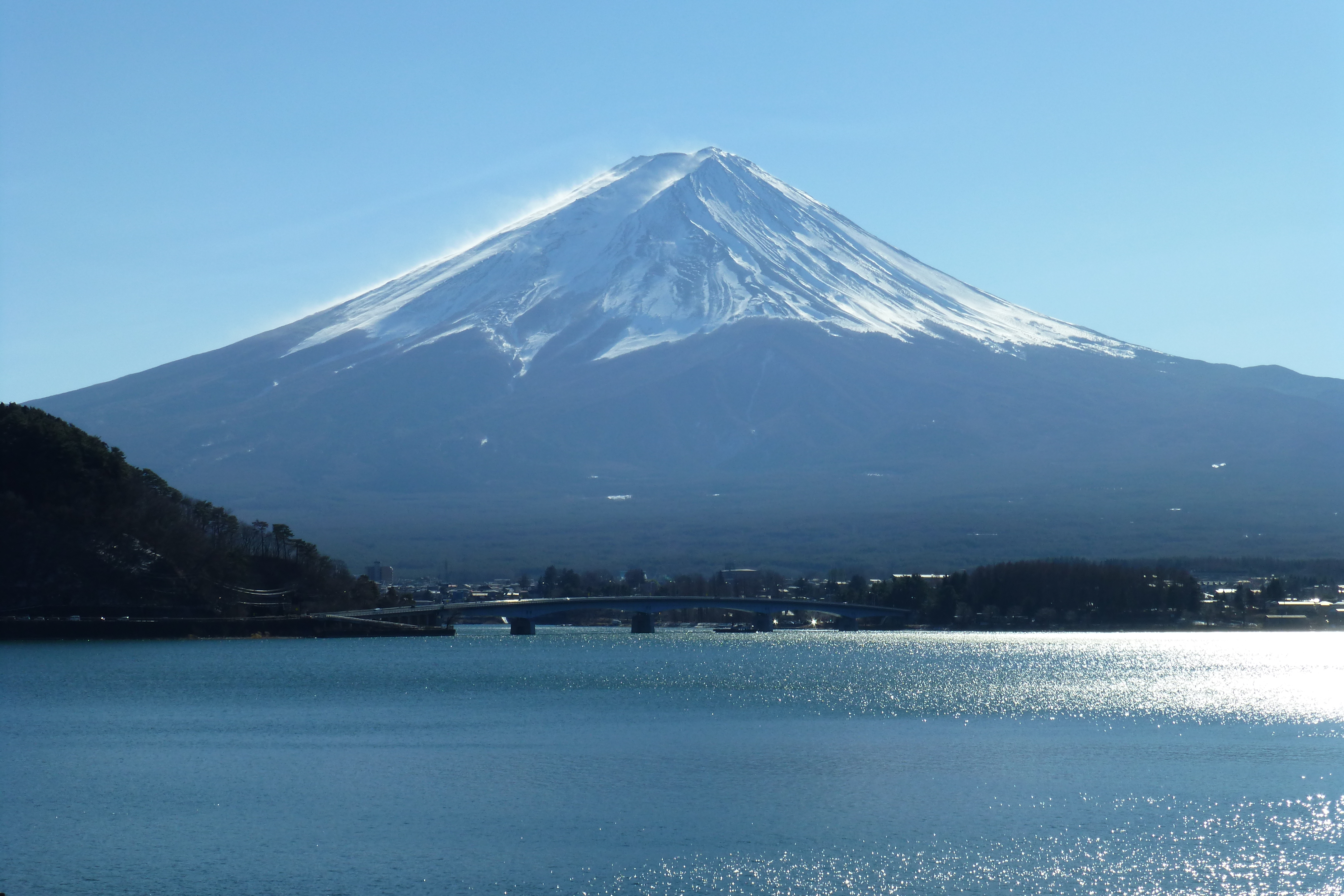
生地の富士河口湖町河口。河口湖と富士山

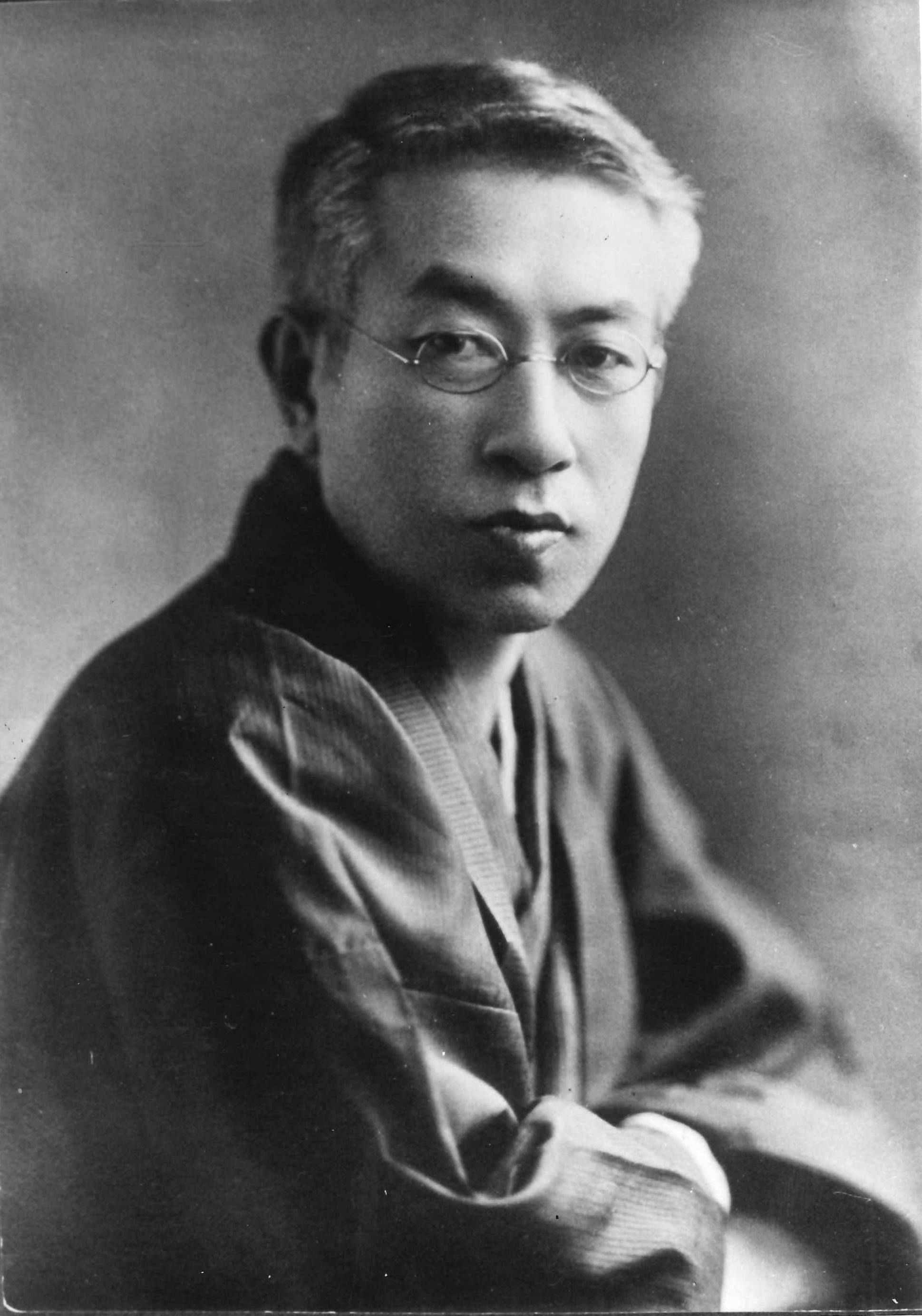
島崎藤村

### 出生から青年期
山梨県南都留郡河口村（後の旧同郡河口湖町、現富士河口湖町）に生まれる。8人兄弟の長男。河口村は河口湖に面し、江戸時代から富士参詣者への宿坊を提供する御師の町で、中村家も御師業を営みつつ農業や養蚕を行っていた。
1890年（明治23年）に村立河口小学校へ入学する。両親の影響で幼少時から文学に親しみ、回覧雑誌などを製作している。1897年（明治30年）中学進学のため一時上京するが、翌年に甲府の山梨県立尋常中学校（現山梨県立甲府第一高等学校）に入学。この頃から『校友会雑誌』『中学世界』など地元の文芸雑誌へ文章や漢詩を投稿する。
1903年（明治36年）に上京し、早稲田高等予科に入学、翌年には早稲田大学英文科に進学。後に東洋経済新報社のジャーナリストで戦後には政治家・首相となる石橋湛山は同郷で、甲府中学校時代からの同期。
星湖は『新小説』や『万朝報』へ詩を投稿する。1904年（明治37年）には『万朝報』の懸賞小説に短編「死人か馬鹿か」を発表する。「死人か馬鹿か」は浄土真宗本願寺派の僧である太田覚眠（1866年 - 1944年）を主人公とした小説。太田は1903年（明治36年）に浦潮本願寺の布教監督としてロシア・ウラジオストクに滞在していたが、1904年（明治37年）に日露戦争が勃発すると極東の日本人居留民には引揚命令が下り、太田は同年2月13日にシベリア奥地へ踏み込み、同年12月6日には取り残された日本人居留民800余名を日本へ連れ戻した。太田の行動は『東京日日新聞』『万朝報』などで報じられており、中村は同年3月23日の時点ですでに小説を発表している。太田は日本へ帰国すると中村の小説の存在を知り、以後両者の交流が始まる。太田は1910年（明治43年）8月にニコライ・マトヴェーエフ『アムールスキー詩集』を翻訳した際に中村の協力を得ており、1925年（大正14年）12月に『露西亜物語』を発表した際にも中村の助言を得ている。一方で、中村も1910年4月に太田をモデルとした天変「雛妓と僧と」を発表している。
早稲田大学在学中の1906年（明治39年）には『盲巡行』が『新小説』の懸賞一等（泉鏡花選）する。翌年には『少年行』が『早稲田文学』の懸賞長編小説に当選（二葉亭四迷選）して刊行され、自然主義作家として名をはせる。『少年行』は故郷の河口村を舞台に地元の少年と都会から来訪した少年との友情と成長、別れの物語で、富士北麓の自然環境や生活環境が描かれている。早稲田大学では坪内逍遥や島村抱月らの影響をうける。国木田独歩を敬愛し、島崎藤村とも交友している。

### 作家時代
卒業後は「星湖」や「銀漢子」の筆名で小説執筆も続けるが、島村抱月の推薦で『早稲田文学』記者を務め、田山花袋の作品の合評にも参加する。相馬御風は同じ早稲田文学記者で、終生の交友があった。フローベールの『ボヴァリー夫人』やモーパッサンなどの翻訳業も行い、フランス文学の紹介者となる。1919年（大正8年）に記者を辞す。鈴木三重吉『赤い鳥』に童話も発表し、児童文学や農民文学にも関心を示した。
1926年（大正15年）には前田晁とともに『山梨日日新聞』の文芸欄小説の選者となり、山梨県文化人の懇談会「山人会」を発足する。同年には農民文藝会の結成に参加する。
1928年（昭和3年）、新潮社世界文学全集『ボヴァリー夫人』の印税資産でフランスへ留学する。プラハでは国際民族芸術会議に出席し、フランスではフローベルの姪を、スイスではロマン・ロランを訪ねる。
一方で郷土文化への関心も強く、民俗学者の柳田国男とも交流している。1940年（昭和15年）には郷土文化振興のための富士五湖地方文化協会を結成し、機関誌『五湖文化』を編集する。県内名所の選定や、文化財や民芸の調査も行う。戦時中の1945年（昭和20年）には河口湖村に疎開する。
戦後は村の教育委員会を務める。1950年、山梨学院短期大学教授となる。1956年（昭和31年）11月、文化功労者として表彰される。1974年、心筋梗塞のため東京都杉並区西荻北の長男宅で死去、90歳。
「山人会」はその後、1964年（昭和39年）に財団法人となり、1987年（昭和62年）には中村星湖文学賞が発足した。著作に『文化は郷土より』など。スクラップブックなど関係資料は山梨県立文学館に所蔵され、常設展示もされている。

## 柳田国男との交流

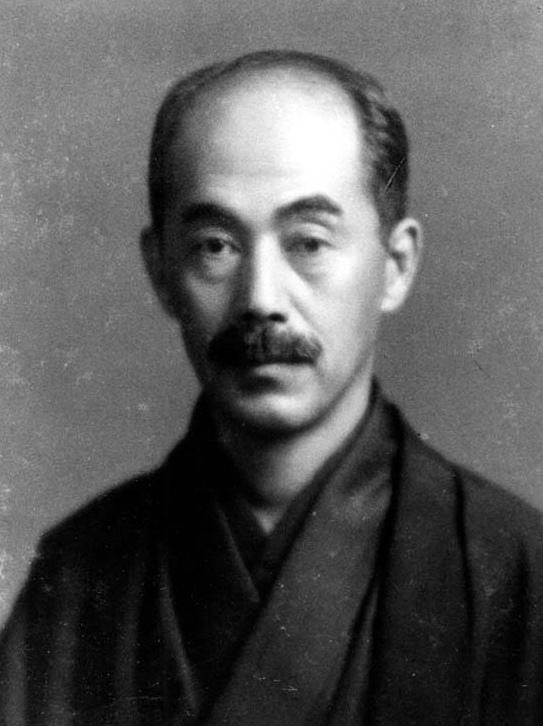
柳田国男

星湖は民俗学者の柳田国男（1875年 - 1962年）とも交流している。柳田は江戸後期の甲斐国総合地誌・『甲斐国志』（柳田旧蔵本は柳田文庫所蔵）を読み込むなど山梨県の民俗事例にも関心を示しており、星湖以外の山梨県の郷土史家・民俗学者では土橋里木や大森義憲と交流がある。
柳田は1947年（昭和22年）の「嫁盗み」（後に『婚姻の話』に収録）において星湖の「略奪」について言及し、「略奪」に山梨県における「嫁盗み」の事例が描かれてると知りつつも、その時点で未読であると記している。このことから戦後には両者の関係が生まれていたことが確認されるが、「略奪」は1914年（大正3年）に発表されており、明治末年から大正初年の両者の関係は不明であるものの、柳田は一時期に自然主義文学に傾倒していたため、文学を通じて交流が生まれたとも考えられている。
星湖は柳田を「先生」と呼び私淑し、1943年（昭和18年）の『文化は郷土より』では柳田に対する献辞を記している。柳田の星湖宛書簡は、2007年時点で3通が確認されている。3通とも山梨県立文学館寄託。2点は葉書、1点は書簡。葉書は昭和18年2月7日付・同年4月8日付で、ともに『文化は郷土より』の献辞・献本に関するもの。前者は予め献辞を添えることを伝えたことに対する返礼で、後者は同年4月5日に刊行された『文化は郷土より』が柳田に献本され（柳田文庫所蔵）、それに対する礼状であると考えられている。書簡は昭和18年8月30日付で、同年4月に出征して戦死した星湖の次男・文彦に関する見舞いに関する内容。星湖次男の戦死から時間が経っての書簡であることから両者の距離を示してるともされるが、海軍省から正式な発表があったのは同年8月下旬であるため、星湖から直接知らされた可能性も指摘されている。
その後、星湖は拠点を東京に移したが、星湖が農民文学・農村文化運動に関心を強めていくのに対し、柳田は文学から離れ両人は方向性を異にしたため、交流は疎遠になったと考えられている。一方で柳田と星湖には田山花袋や島崎藤村など共通の知人がおり、1930年の田山花袋の葬儀では柳田と星湖がともに写された写真が残されている。
また、1934年（昭和8年）3月には中西悟堂により日本野鳥の会が設立される。柳田・星湖はともに中西と交流があり、同年6月に静岡県の須走で探鳥会が開催さると、柳田・星湖ともに参加して顔を合わせている。星湖は昭和9年6月の『週刊朝日 25巻29号』で「岳麓探巣行」を発表し、同会の様子、柳田と交わした会話についても記している。
戦後には1949年（昭和24年）4月に柳田が河口湖を訪問している。『山梨日日新聞』同年4月27日の記事に拠れば、柳田は4月25日に河口浅間神社で山宮と孫見祭を見物し、夜は河口湖畔の竜宮ホテルに宿泊し、山梨郷土研究会会員と座談会を開いたという。渋沢敬三や大藤時彦、千葉徳爾らも同行している。
星湖は柳田を案内したとされるが、詳しい事情は不明。『山梨日日新聞』の記事には柳田が写った集合写真が掲載されており、千葉徳爾や鳥類研究家の中村幸雄がともに写っている。星湖の姿は見られないが、猿田彦の面を被った人物が写っており、これが星湖であるとも考えられている。
柳田はこの頃、山宮・里宮の関係について研究しており、河口浅間神社においても山宮を訪れ、翌日には一宮浅間神社を訪問している。大森義憲宛書簡の内容からも、柳田の河口湖訪問は星湖を訪ねた観光ではなく、学術的視察であったと考えられている。

## 著作
- 『半生』（早稲田文学社　1908）
- 『影』今古堂、1910
- 『星湖集』（東雲堂　1910）
- 『漂泊』春陽堂、1913
- 『女のなか』（早稲田文学社　1914）
- 少年行　植竹書院、1915
- 『失はれた指輪』天佑社、1919
- 叙事抒情文作法 松陽堂、1925
- 評論講座 金星堂、1926
- 農民劇場入門 春陽堂、1927
- 釣ざんまい 健文社、1935
- 『島原の尼』
- 『文化は郷土より』（大智書房　1943）

## 翻訳
- 月光 モウパツサン 海外文芸社、1913
- 死の如く強し モウパッサン 博文館、1914
- モウパッサン全集 第8巻 我等の心 天佑社、1921
- ボヴリイ夫人 フロオベエル 新潮社、1921
- 真心 フロオベエル 白水社、1922
- ピーターパン バリ 平凡社、1931
- 深夜の告白・リオネエ倶楽部 デュアメル 新潮社、1931
- 三つの物語 フローベール 冨山房百科文庫、1939
- バルザック ルネ・バンジャマン 春秋社松柏館、1943
- 湖上の美人 ウォールタ・スコット 童話 春秋社、1949